# Erythrina merrilliana
Erythrina merrilliana är en ärtväxtart som beskrevs av Krukoff. Erythrina merrilliana ingår i släktet Erythrina och familjen ärtväxter. Inga underarter finns listade i Catalogue of Life.